# عائق جبلي

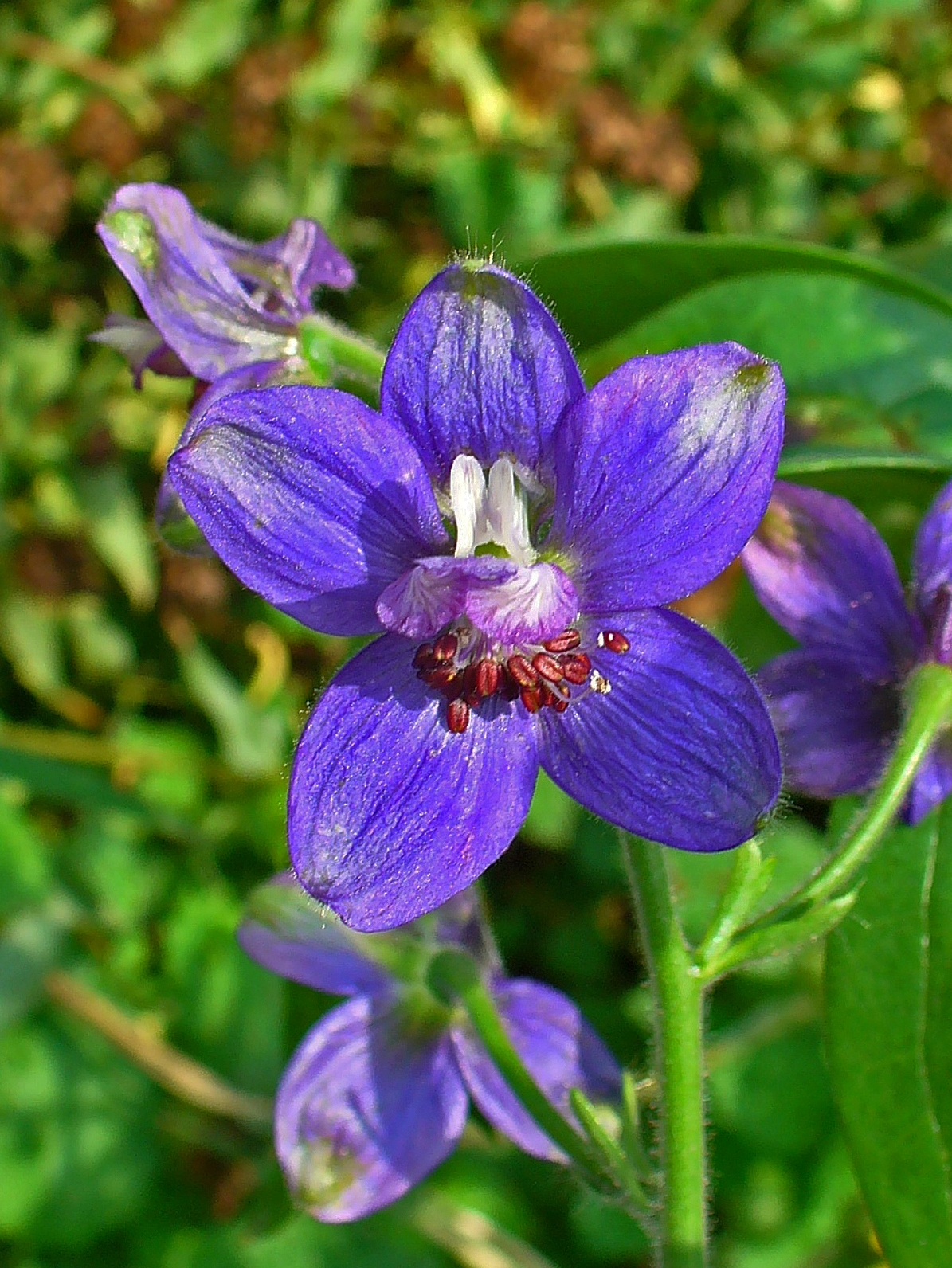

عائِق جبلي أو زبيب الجبل أو زبيب بري أو عشبة القُمَّل (الاسم العلمي Delphinium staphisagria)، نبات حولي أو مُحوِل من فصيلة الحوذانيات، زغبي، غُدَّيّ، دبق، وحيد الساق. ساقُه مُنتصبة، غليظة، تعلو حتى 120 سم. أوراقه واسعة، راحِيَّة، قد يصل قطرها إلى 20 سم. أزهاره زاهية اللون الأزرق في عناقيد هامية.
وهو نبات سام جدًا. البزور المُسجلة في دستور 1937 أعيد تسجيلها في دستور 1974 وهي تحتوي على ألورون، زيت، قلويدات مُتقاربة من الأكونيت، قاعدتين سامتين للقلب ومُرَّان جدًا. النبات مهيج مقيئ، مسهل قوي، مسحوقه يقضي على هوام الرأس.
يُزهر من أيار إلى تموز في الخرائب والردوم وحوافي المزروعات. انتشاره الجغرافي: جزر الكناري والبحر الأبيض المتوسط.